# Private Secretary (série télévisée)
Ne doit pas être confondu avec Private Secretary.
Private Secretary (également connue sous le nom de Susie ) est une sitcom américaine diffusée du 1er février 1953 au 10 septembre 1957 sur CBS, en alternance avec The Jack Benny Program le dimanche à 19 h 30, heure de l'Est. La série met en vedette Ann Sothern dans le rôle de Susan Camille "Susie" MacNamara, secrétaire dévouée du séduisant agent artistique Peter Sands, interprété par Don Porter. 

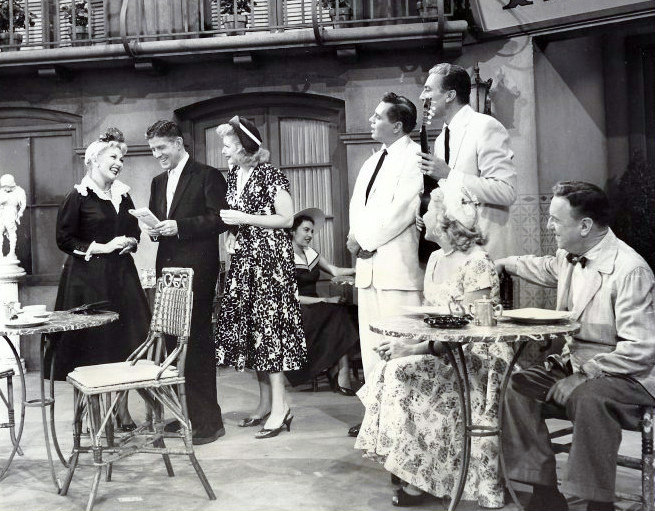
"Susie McNamara" dans The Lucy-Desi Comedy Hour, "Lucy fait une croisière à La Havane", de gauche à droite : Ann Sothern, Rudy Vallée, Lucille Ball, Desi Arnaz, Cesar Romero, Vivian Vance et William Frawley (1957).

## Distribution
- Ann Sothern :   Susie McNamara (104 épisodes, 1953-1957)
- Don Porter :   Peter Sands (46 épisodes, 1953-1957)
- Ann Tyrrell :   Vi Praskins (34 épisodes, 1953-1957)
- Joan Banks :   Sylvia Platt (9 épisodes, 1953-1955)
- Jesse White :   'Cagey' Calhoun (7 épisodes, 1954-1956)
- Joe Corey :   Tommy Simpson (3 épisodes, 1954-1957)
- George E. Stone :   Ben Moss (3 épisodes, 1953-1956)
- Frank Wilcox :   Dr. Martin (3 épisodes, 1953-1957)
- Paul Smith :   Scotty (2 épisodes, 1956)
- Ernest Sarracino :   Vinchenzo Marizani (2 épisodes, 1955-1956)
- Frank Nelson :   Mr. Johnson (2 épisodes, 1956-1957)
- Richard Deacon :   Doorman (2 épisodes, 1956)
- Franklin Pangborn :   Armond the photographer (2 épisodes, 1953-1956)
- King Donovan :   (2 épisodes, 1953-1954)
- Marcel Dalio :   Armende (2 épisodes, 1954)
- John Sutton :   King Price (1 épisode, 1954)
- Marilyn Erskine :   Freda Harcourt (1 épisode, 1955)
- Jock Mahoney :   Bradley Hunter (1 épisode, 1955)
- Marguerite Chapman :   Dorian France (1 épisode, 1954)
- Judith Evelyn :   Honoria Bancroft (1 épisode, 1955)
- Jan Shepard :   Barbara Lane (1 épisode, 1955)
- Max Showalter :   Carl Randall (1 épisode, 1955)
- Madge Blake :   Mrs. Bernard Hugo (1 épisode, 1956)
- Frank Cady :   Barney (1 épisode, 1956)
- Stephen Dunne :   Tony Kirkland (1 épisode, 1956)
- Kay Cousins Johnson :   Cecile (1 épisode, 1956)
- Jean Parker :   Edmee Esmond (1 épisode, 1956)
- Harry Shearer :   Chuckie Willis (1 épisode, 1956)
- Fay Wall :   Inga Kovar (1 épisode, 1956)
- Mel Blanc :   Mr. Bascom (1 épisode, 1957)
- Hillary Brooke :   Blanche Colvey (1 épisode, 1957)
- Zasu Pitts :   Aunt Martha (1 épisode, 1957)
- Kathy Garver :   Angela (1 épisode, 1953)
- Marshall Thompson :   David LaSalle (1 épisode, 1955)
- Virginia Christine :   Maud (1 épisode, 1956)
- Charles Evans  :   Mr. Bernard Hugo (1 épisode, 1956)
- Vera Ferguson :   Gladys Daly (1 épisode, 1956)
- Don Haggerty :   Sgt. O'Halloran (1 épisode, 1956)
- Barbara Morrison :   Lady Standish (1 épisode, 1956)
- George N. Neise :   Dr. Palmer (1 épisode, 1956)
- Harold Peary :   Franklin Hopper (1 épisode, 1956)
- Danny Richards Jr. :   Harold Lemaire (1 épisode, 1956)
- Elaine Riley :   Georgia (1 épisode, 1956)
- Raymond Bailey :   J.B. Sherman (1 épisode, 1957)
- Glenn Langan :   Walter Harley (1 épisode, 1957)
- Sig Ruman :   Gregor Tiomkin (1 épisode, 1957)
- Hope Summers :   Della Loganbury (1 épisode, 1957)
- Tom Vize :   Fritz Kaslo (1 épisode, 1957)
- Ralph Montgomery :   Bill (1 épisode, 1955)
- John Archer :   Walter Light (1 épisode, 1956)